# Antti Ruuskanen
Antti Hermanni Ruuskanen (Pielavesi, 21 febbraio 1984) è un giavellottista finlandese, campione europeo della specialità a Zurigo 2014.

## Palmarès
| Anno | Manifestazione   | Sede           | Evento                 | Risultato | Prestazione | Note                          |
| ---- | ---------------- | -------------- | ---------------------- | --------- | ----------- | ----------------------------- |
| 2003 | Europei juniores | Tampere        | Lancio del giavellotto | Bronzo    | 72,87 m     |                               |
| 2005 | Europei under 23 | Erfurt         | Lancio del giavellotto | Argento   | 76,82 m     |                               |
| 2009 | Mondiali         | Berlino        | Lancio del giavellotto | 6º        | 81,87 m     |                               |
| 2011 | Mondiali         | Taegu          | Lancio del giavellotto | 9º        | 79,46 m     |                               |
| 2012 | Giochi olimpici  | Londra         | Lancio del giavellotto | Argento   | 84,12 m     |                               |
| 2013 | Mondiali         | Mosca          | Lancio del giavellotto | 5º        | 81,44 m     |                               |
| 2014 | Europei          | Zurigo         | Lancio del giavellotto | Oro       | 88,01 m     | Miglior prestazione personale |
| 2015 | Mondiali         | Pechino        | Lancio del giavellotto | 5º        | 87,12 m     |                               |
| 2016 | Europei          | Amsterdam      | Lancio del giavellotto | Bronzo    | 82,44 m     |                               |
| 2016 | Giochi olimpici  | Rio de Janeiro | Lancio del giavellotto | 6º        | 83,05 m     |                               |
| 2018 | Europei          | Berlino        | Lancio del giavellotto | 6º        | 81,70 m     |                               |
| 2019 | Mondiali         | Doha           | Lancio del giavellotto | 28º (q)   | 75,05 m     |                               |